# Mary Morrissey
Mary Morrissey (* 1949 Beaverton, Oregon) je americká spisovatelka hnutí Nového myšlení a aktivistka za mezinárodní mír. Je autorkou knihy Building Your Field of Dreams, která vypráví její životní příběh. Je také autorkou knihy No Less Than Greatness, knihy o nastolení míru. V roce 2002 napsala knihu New Thought: A Practical Spirituality. Americký spisovatel Wayne Dyer ji nazval „jednou z nejpřemýšlivějších učitelek naší doby.“
Morisseyová byla od mládí aktivní v mezinárodním aktivismu a v roce 1995 založila Association for Global New Thought a stala se jejím prvním prezidentem. V roce 1997 spolupracovala s vnukem Mahátma Gándhího, Arunem Gándhím, na založení mezinárodní organizace Season for Nonviolence.  Od ledna 2019 se Season for Nonviolence oslavuje po celém světě.

## Raný život
Mary Morrissey se narodila v roce 1949 v Beavertonu ve státě Oregon. V šestnácti letech se stala viceprezidentkou třídy, ale pak se zamilovala do studenta, otěhotněla a ze střední školy ji poslali pryč, protože těhotenství mladistvých se nepřipouštělo. Po porodu Morrissey těžce onemocněla nemocí ledvin a bylo jí řečeno, že jí zbývá jen šest měsíců života. Domnívala se, že je to proto, že měla dítě v mladém věku.

## Humanitární práce a aktivismus
Morrissey se stala učitelkou a v roce 1975 pastorkou. Začala veřejně vystupovat v rámci hnutí Nového myšlení, duchovního růstu a míru. Stala se vedoucí skupiny hnutí Nového myšlení a pomáhala při zakládání duchovních center po celých USA. Podle Waynea Dyera to byla její lidskost, která se lidí „dotkla“.
Morrissey patřila k feministkám americké druhé vlny feminismu 70. let 20. století a společně s Barbarou Marx Hubbardovou a Jean Houstonovou založila Společnost pro univerzálního člověka. Později byla přizvána, aby se stala členkou Rady vůdců, kterou založil Jack Canfield.
Morrissey spolupracovala s dalajlámou na otázkách týkajících se celosvětové mírové skupiny. V Jihoafrické republice se setkala s Nelsonem Mandelou a později využívala jeho mírové učení ve své práci.
Jako aktivistka za mezinárodní mír spolu s Arunem Gándhím založila organizaci Season for Nonviolence. V rámci své práce v organizaci Season for Nonviolence byla Morrissey požádána, aby přednesla projevy pro OSN, nejprve o ukončení násilí a později o potřebě mezinárodní mírové agendy. Season for Nonviolence se rozrostla a vyučuje se po celém světě. Vyučovala se na školách a univerzitách. Od ledna 2019 je Season for Nonviolence ve vzdělávacích systémech po celém světě.

## Problémy Living Enrichment Center
Morrissey byla tvůrcem centra Living Enrichment Center v Oregonu. V roce 2004 se svým bývalým manželem zveřejnila, že jsou zadluženi. To se dostalo do zpráv a Mary požádala o odpuštění za to, že vedla své následovníky k riskování s penězi. Souhlasila s tím, že vládě zaplatí více než 10 milionů dolarů, aby problém s dluhy urovnala.Morrissey se později s manželem rozvedla a následujících 14 let tvrdě pracovala na splacení dluhu. Celý jej splatila v roce 2018.

## Knihy

### Building Your Field of Dreams(1996)
Kniha Building Your Field of Dreams vypráví o potížích Morissey v roli dospívající matky. Publishers Weekly označili knihu za „upřímnou“ (laskavou). Kniha byla přijata komunitou seberozvoje, Wayne Dyer napsal, že kniha „jiskří“ (jasně září), a autor Gay Hendricks ji označil za „studnici duchovní moudrosti“ (místo, kde lze získat poznání). Časopis Peninsula Daily News knihu označil za „metafyzickou klasiku“ (úžasná kniha). Spisovatel Dennis Merritt Jones ve své knize The Art of Being píše, že kniha Building Your Field of Dreams patřila mezi doporučenou četbu pro čtenáře, kteří se zajímají o seberozvoj. Spisovatelka Tess Keehnová ve své knize Alchemical Inheritance (Alchymické dědictví) píše, že kniha Building Your Field of Dreams jí významně pomohla při vytváření „tabulek vizí“ (snů). Spisovatelka Sage Bennetová v knize Wisdom Walk napsala, že kniha Morisseyové může pomoci při poznávání hnutí Nové myšlení. Její španělská verze je v oblasti spirituality známá.

### No Less Than Greatness(2001)
Vztahy byly učení Morissey důležité, mluvila o mužských a ženských postavách. V průběhu let Morrissey psala články do novin a časopisů, kde psala o vztazích. Ve své knize No Less Than Greatness: Finding Perfect Love in Imperfect Relationships Morrissey psala o „budování vztahů“ (navazování přátelství). O knize se vyučovalo po celém světě. Spisovatel Gary Zukav knihu označil za „praktickou a inspirativní“ a spisovatelka Marianne Williamsonová napsala, že kniha „by měla být přítelem každého páru“(příručka pro páry). Robert LaCrosse napsal, že kniha No Less Than Greatness je doporučeným zdrojem v jeho knize Learning From Divorce. Spisovatel Dennis Jones knihu doporučil ve své knize The Art of Being z roku 2008.

### New Thought: A Practical Spirituality(2002)
Morrissey ve svém vyučování používala věty z Bible, Talmudu, Tao te ťingu, Thoreaua a dalších. V touze ukázat hnutí Nové myšlení v jednoduché podobě napsala Morrissey knihu New Thought: A Practical Spirituality. Kniha, vydaná nakladatelstvím Penguin v roce 2002, byla sestavena z krátkých esejů 40 představitelů hnutí Nové myšlení. Kniha byla využita pro akademickou práci: Jean Mercer ji v knize Alternative Psychotherapies označil za klíčovou knihu pro pochopení „angažovanosti v duchovním světě“. V knize Spirituality, Health, and Healing nakladatelství Jones & Bartlett z roku 2009 autoři Young a Koopsen napsali, že kniha New Thought od Morisseyové je důležitá pro pochopení rozdílu mezi hnutím Nové myšlení a New Age, a napsali, že „Nové myšlení není New Age“. V mnoha odborných knihách, včetně knihy Guru of Modern Yoga, kterou vydali Oxford University Press, se píše, že kniha New Thought od Morisseyové byla důležitou knihou, která pomohla pochopit skupinu hnutí Nového myšlení.

### Další spisy
V průběhu let psala Morrisse články do novin, časopisů a knih. Psala pro časopis Success Magazine. Věty převzaté z jejích knih byly publikovány v mezinárodních časopisech i v knihách. Její texty jsou napsány v knihách o svépomoci, v knihách o křesťanském učení, v knihách o právech, práci a štěstí. Série Slepičí polévka pro duši od nakladatelství Simon&Schuster někdy začíná své kapitoly jejími větami.
Jako učitelka je uznávaná za inspiraci k napsání několika knih, například The Conscious Heart, The Art of Being, The Inspired Life, Small Pleasures, The Twelve Conditions of a Miracle, Healing From Depression, Positive Energy, Ninety Seconds to a Life You Love To Hell and Back, a další. Morrissey se díky své lehkosti psaní stala podle knihy Alana Cohena Handle With Prayer „jednou z nejuznávanějších duchovních v hnutí Nové myšlení“. Její učení se objevovalo v knihách po celém světě. Je respektována v Rusku i na Dálném východě, její učení se vyučuje v Indonésii a Číně.

## Mediální vystoupení
V rozhlase Morrissey využívala vysílání k tomu, aby „změnila svět k lepšímu“. Nahrála mnoho zvukových pořadů, včetně pořadu The Eleven Forgotten Laws with Bob Proctor.
Vystoupila ve dvouhodinovém televizním speciálu PBS: Building Dreams, který vycházel z její knihy Building Your Field of Dreams. Její pořady byly vysílány na mnoha kanálech, včetně televizních stanic NBC. V oblasti kinematografie patřila k prvním příznivcům duchovního filmu a účinkovala v dokumentárních filmech. V roce 2005 se objevila ve filmu The Moses Code. v roce 2007 se objevila ve filmu Living Luminaries. Tento film je řazen mezi nejlepší duchovní dokumenty, které byly natočeny. V roce 2009 se podílela na filmu Beyond the Secret po boku Lese Browna. V roce 2010 se objevila ve filmu Discover the Gift po boku Dalajlámy. Ve stejném roce se objevila také ve filmu The Inner Weigh. V roce 2014 se objevila ve filmu Sacred Journey of the Heart, který vyhrál v roce 2014 na Mezinárodním filmovém festivalu životního prostředí, zdraví a kultury v kategorii Nejlepší film.
Její přednáška na TEDx v roce 2016 s názvem Skrytý kód pro přeměnu snů ve skutečnost zaznamenala na YouTube více než milion zhlédnutí.

## Kritika
Ve své knize Shadow Medicine: The Placebo in Conventional and Alternative Therapies Haller varuje, že jiné nauky v medicíně, jako například nauka Mary Morrisseyové, by neměly být považovány za náhradu běžné medicíny.